# Gara Curtea de Argeș
Gara din Curtea de Argeș este un monument istoric aflat pe teritoriul municipiului Curtea de Argeș.
Arhitectul italian Giulio Magni a primit, în același an 1898, o comandă pentru realizarea a două gări (aproape identice) și a unei halte pe liniile Pitești - Curtea de Argeș și Adjud - Comănești - Ghimeș, ambele
linii executate sub coordonarea inginerului român Elie Radu. Gările gemene din Curtea de Argeș și Comănești reprezintă o ilustrare a viziunii lui Magni asupra stilului național, el combinând elemente cu certe filiații în arhitectura romanică cu motive și materiale de tip oriental, asimilate pe filieră bizantină.
Destinată să servească linia Pitești – Curtea de Argeș, în lungime de 38,4 kilometri, gara a fost inaugurată pe 27 noiembrie 1898, dată la care s-a dat în folosință și linia de cale ferată.
Decorațiile exterioare sunt realizate cu brâuri de ceramică smălțuită executate de meșteri italieni, iar ancadramentele ușilor și ferestrelor sunt făcute tot din cărămidă smălțuită. Pentru învelitoarea acoperișului s-au folosit solzi de ardezie. Dimensiunile mici ale solzilor au permis urmărirea conturului nervurilor bolților.
Din cauza neglijenței autorităților, gara se găsește într-o avansată stare de degradare. Tencuiala de pe pereți este în multe locuri căzută, plouă prin acoperiș, ceasul Paul Garnier amplasat pe fațada dinspre peroane, asemănător celui din Gara Centrală din Paris, nu mai funcționează, maiestuosul candelabru de cristal care lumina sala de așteptare, încăpere în care se țineau odinioară cele mai frumoase baluri ale acelor vremuri, a fost transferat la Regionala CFR Craiova, Gara din Curtea de Argeș pierzând astfel un element decorativ excepțional.

## Galerie

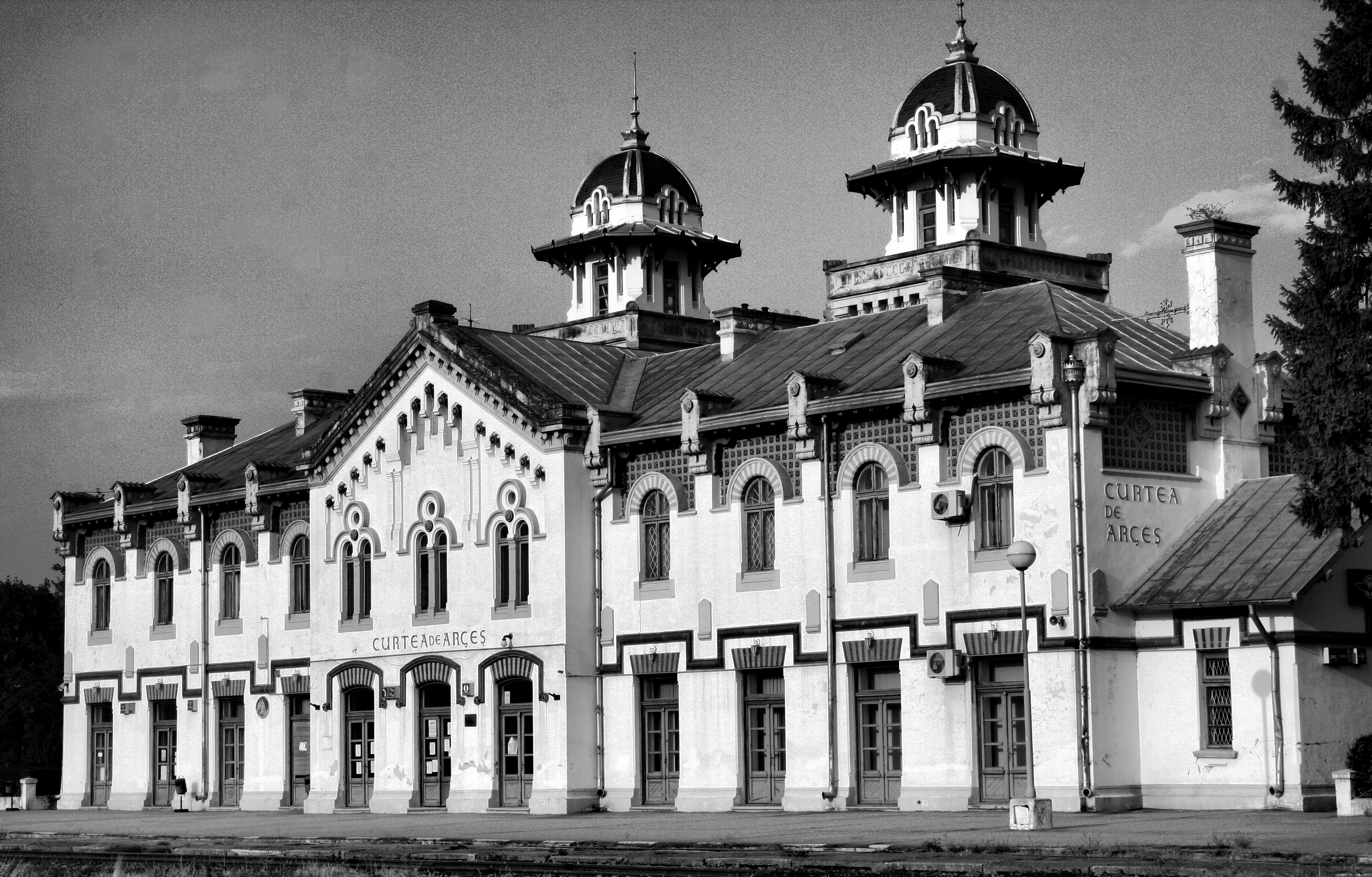
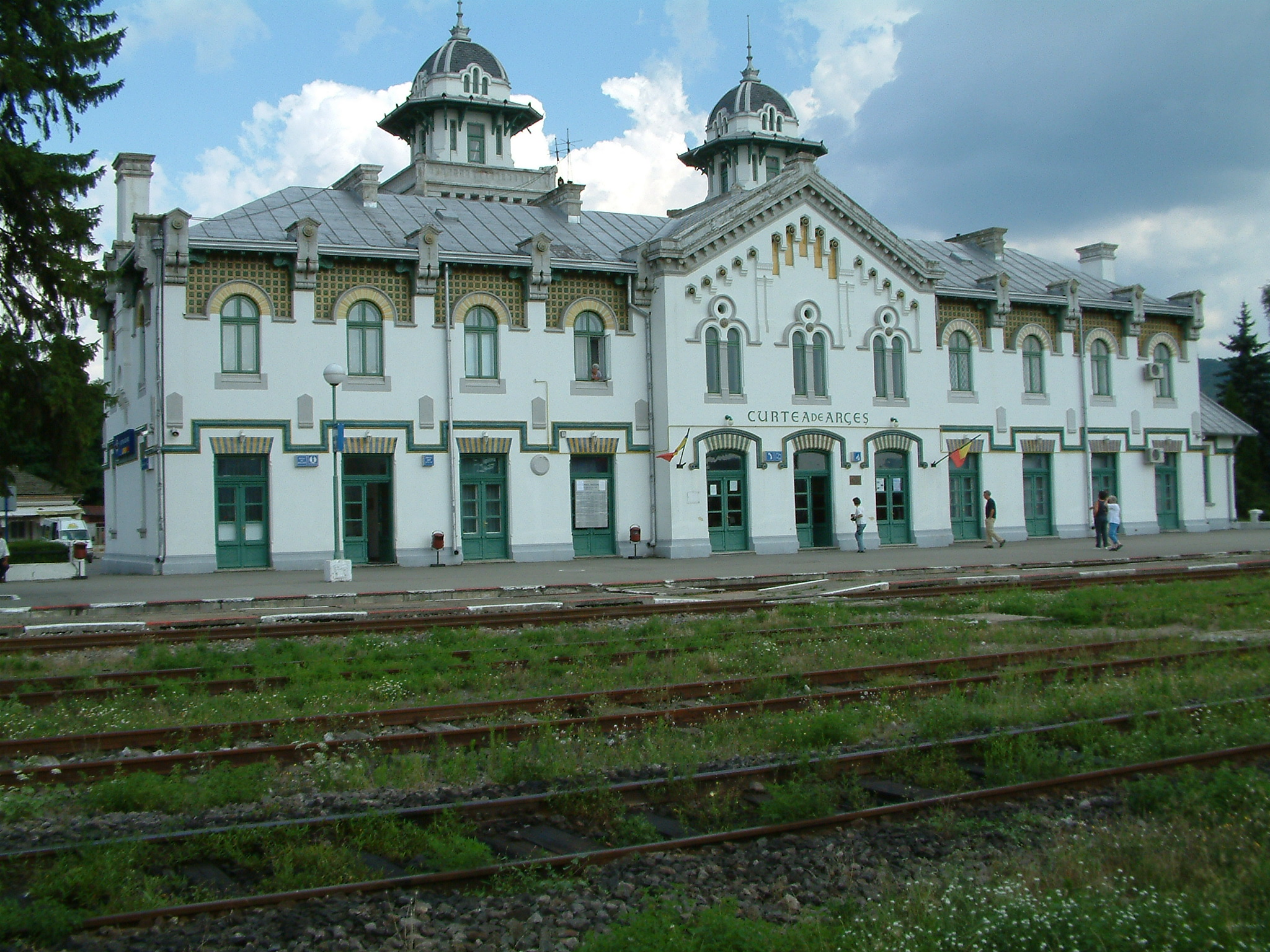
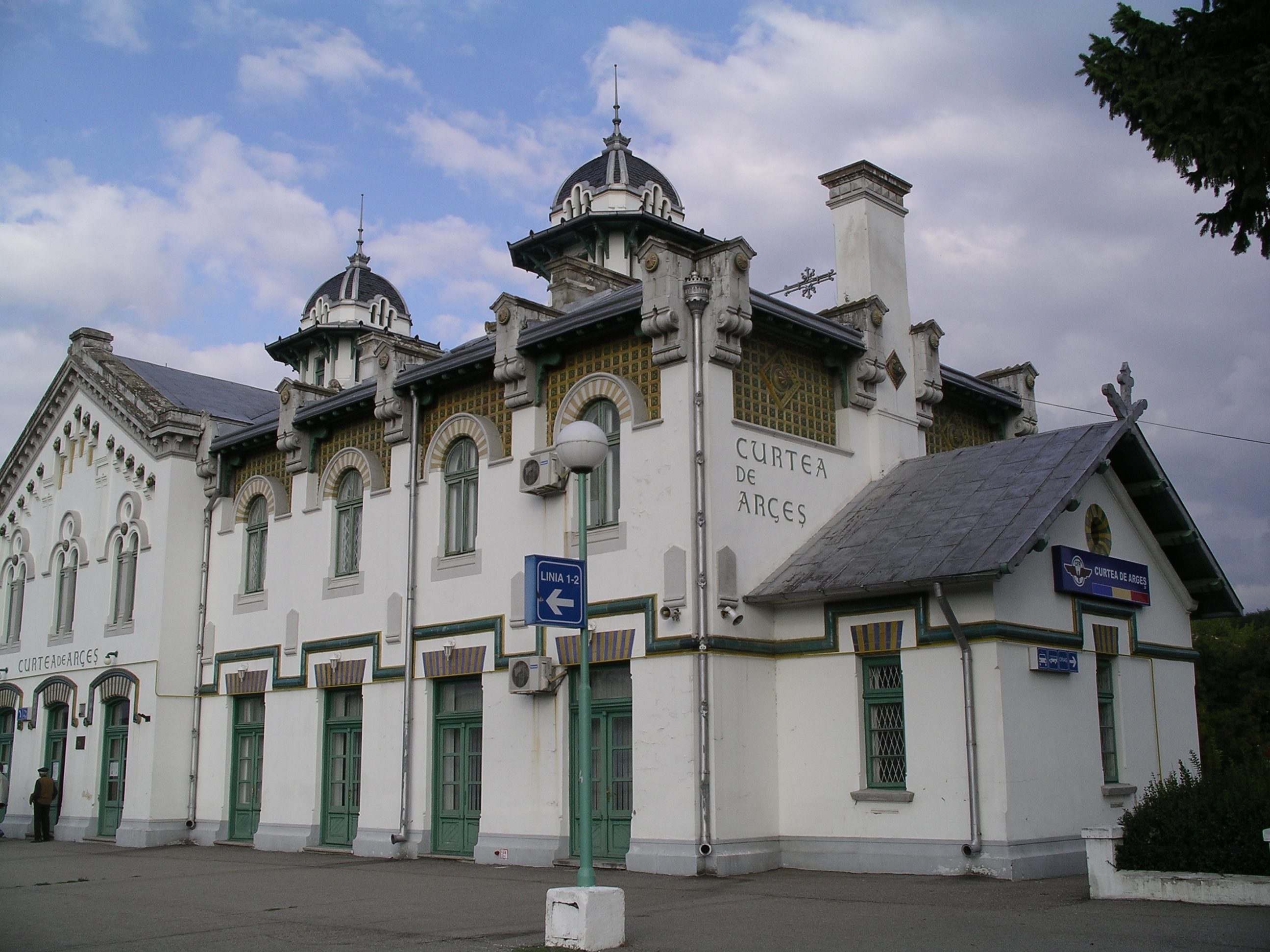
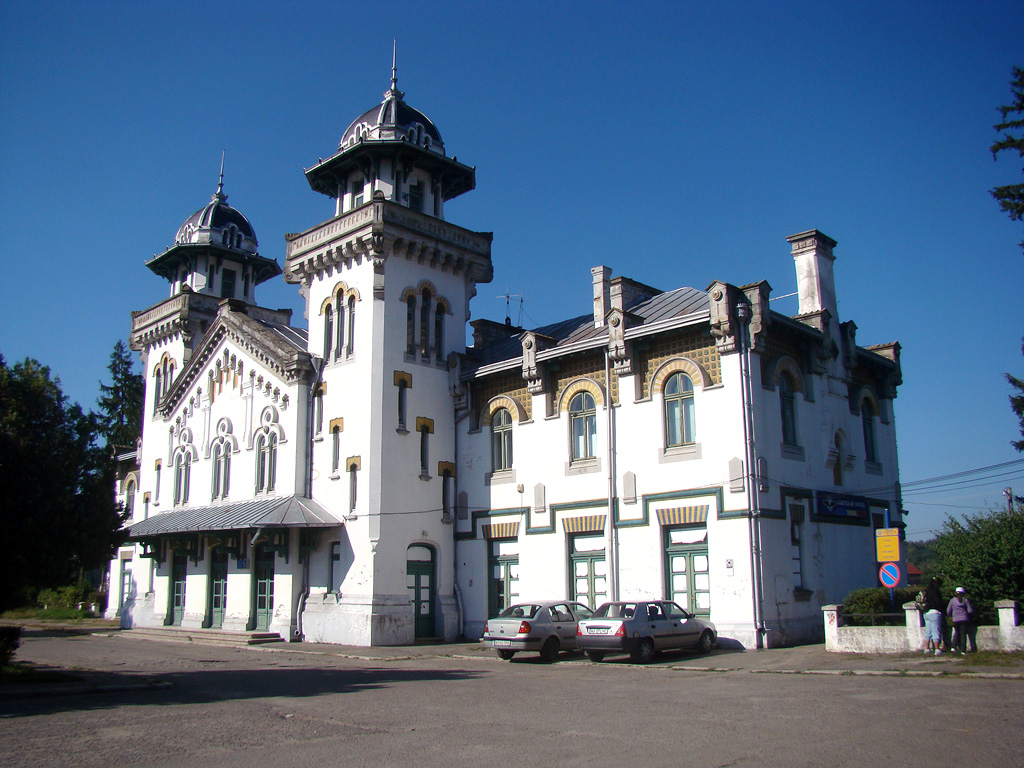
2016
1909